# Коста-Рика на Чемпіонаті світу з водних видів спорту 2015
Коста-Рика взяла участь у Чемпіонаті світу з водних видів спорту 2015, який пройшов у Казані (Росія) від 24 липня до 9 серпня.

## Плавання на відкритій воді
Двоє спортсменів Коста-Рики кваліфікувалися на змагання з плавального марафону на відкритій воді.
| Спортсмен        | Дисципліна       | Час       | Місце |
| ---------------- | ---------------- | --------- | ----- |
| Крістофер Лануза | 5 км (чоловіки)  | 1:02:49.1 | 44    |
| Крістофер Лануза | 10 км (чоловіки) | 2:12:23.3 | 65    |
| Angélica Astorga | 5 км (жінки)     | 1:09:19.7 | 36    |
| Angélica Astorga | 10 км (жінки)    | 2:20:39.4 | 49    |

## Плавання
Костариканські плавці виконали кваліфікаційні нормативи в дисциплінах, які наведено в таблиці (не більш як 2 плавці на одну дисципліну за часом нормативу A, і не більш як 1 плавець на одну дисципліну за часом нормативу B):
Чоловіки
| Спортсмен    | Дисципліна           | Попередній заплив | Попередній заплив | Півфінал        | Півфінал        | Фінал           | Фінал           |
| Спортсмен    | Дисципліна           | Час               | Місце             | Час             | Місце           | Час             | Місце           |
| ------------ | -------------------- | ----------------- | ----------------- | --------------- | --------------- | --------------- | --------------- |
| Естебан Арая | 200 м комплексом     | 2:08.89           | 41                | Завершив виступ | Завершив виступ | Завершив виступ | Завершив виступ |
| Естебан Арая | 400 м комплексом     | 4:40.23           | 41                | Н/Д             | Н/Д             | Завершив виступ | Завершив виступ |
| Маріо Монтоя | 100 м вільним стилем | 52.06             | 71                | Завершив виступ | Завершив виступ | Завершив виступ | Завершив виступ |
| Маріо Монтоя | 200 м вільним стилем | 1:52.92           | 60                | Завершив виступ | Завершив виступ | Завершив виступ | Завершив виступ |

Жінки
| Спортсменка  | Дисципліна           | Попередній заплив | Попередній заплив | Півфінал         | Півфінал         | Фінал            | Фінал            |
| Спортсменка  | Дисципліна           | Час               | Місце             | Час              | Місце            | Час              | Місце            |
| ------------ | -------------------- | ----------------- | ----------------- | ---------------- | ---------------- | ---------------- | ---------------- |
| Марі Меса    | 100 м батерфляєм     | 1:01.59           | 41                | Завершила виступ | Завершила виступ | Завершила виступ | Завершила виступ |
| Елена Морено | 400 м вільним стилем | 4:26.87           | 40                | Н/Д              | Н/Д              | Завершила виступ | Завершила виступ |
| Елена Морено | 800 м вільним стилем | 9:09.27           | 36                | Н/Д              | Н/Д              | Завершила виступ | Завершила виступ |

Змішаний
| Спортсмени                                       | Дисципліна                           | Попередній заплив | Попередній заплив | Фінал            | Фінал            |
| Спортсмени                                       | Дисципліна                           | Час               | Місце             | Час              | Місце            |
| ------------------------------------------------ | ------------------------------------ | ----------------- | ----------------- | ---------------- | ---------------- |
| Марі Меса Естебан Арая Елена Морено Маріо Монтоя | естафета 4x100 метрів вільним стилем | 3:46.16           | 19                | Завершили виступ | Завершили виступ |
| Маріо Монтоя Естебан Арая Марі Меса Елена Морено | естафета 4x100 метрів комплексом     | 4:10.75           | 17                | Завершили виступ | Завершили виступ |

## Синхронне плавання
Повна команда Коста-Рики з десяти спортсменів кваліфікувалася на змагання з синхронного плавання в наведених нижче дисциплінах.
| Спортсмени | Дисципліна               | Попередні змагання | Попередні змагання | Фінал            | Фінал            |
| Спортсмени | Дисципліна               | Очки               | Місце              | Очки             | Місце            |
| --- | ------------------------ | ------------------ | ------------------ | ---------------- | ---------------- |
| Фіорелла Кальво Наталія Дженкінс | дует, технічна програма  | 68.2496            | 35                 | Завершили виступ | Завершили виступ |
| Фіорелла Кальво Наталія Дженкінс | дует, довільна програма  | 68.5667            | 34                 | Завершили виступ | Завершили виступ |
| Хоанна Акерман Б'янка Бенавідес Кароліна Боланьйос* Фіорелла Кальво Маріела Дженкінс Наталія Дженкінс Валерія Лізано Віолета Мітініан Ельда Морейра Каріна Санчес* | група, технічна програма | 67.3454            | 23                 | Завершили виступ | Завершили виступ |
| Хоанна Акерман Б'янка Бенавідес Кароліна Боланьйос* Фіорелла Кальво Маріела Дженкінс Наталія Дженкінс Валерія Лізано Віолета Мітініан Ельда Морейра Каріна Санчес* | група, довільна програма | 71.8000            | 19                 | Завершили виступ | Завершили виступ |